# エンドレス・ワイヤー
『エンドレス・ワイヤー』（Endless Wire）は、ザ・フーが2006年に発表したアルバム。再結成後としては初のスタジオ・アルバムで、『イッツ・ハード』以来24年ぶりの新作アルバムとして発表された。

## 解説
仮タイトルは『WHO 2』だったという。レコーディング当時、レギュラー・ドラマーのザック・スターキーは、ザ・フーと掛け持ちで参加していたオアシスのツアーで多忙だったため、本作では1曲のみの参加となり、大半の楽曲ではピーター・ハンティントンがドラムを叩いた。
アルバムの後半には、ピート・タウンゼントの小説『The Boy Who Heard Music』のストーリーを元にしたロック・オペラ 『ワイヤー&グラス〜ミニ・オペラ』が収録されている。なお、『The Boy Who Heard Music』は後に舞台劇となって、2007年7月13日から15日にかけてヴァッサー大学で上演された。
ヨーロッパやアジア等で発売された初回限定盤は、2006年7月27日にリヨン郊外のヴィエンヌで行われた公演を収録したライヴ・アルバム『ライヴ・アット・リヨン』を、ボーナス・ディスクとして追加した2枚組仕様。
本作からのシングル「イッツ・ノット・イナフ」は、『ビルボード』誌のメインストリーム・ロック・チャートで37位に達した。

## 収録曲
特記なき楽曲は作詞・作曲ともピート・タウンゼントによる。
1. フラグメンツ - "Fragments" (Pete Townshend, Lawrence Ball) - 3:58
2. パープル・ドレスの男 - "A Man in a Purple Dress" - 4:14
3. マイク・ポストのテーマ - "Mike Post Theme" - 4:28
4. イン・ジ・イーサー - "In the Ether" - 3:35
5. ブラック・ウィドウズ・アイ - "Black Widow's Eyes" - 3:07
6. 2000年 - "Two Thousand Years" - 2:50
7. ゴッド・スピークス・オブ・マーティ・ロビンス - "God Speaks of Marty Robbins" - 3:26
8. イッツ・ノット・イナフ - "It's Not Enough" (P. Townshend, Rachel Fuller) - 4:02
9. ユー・スタンド・バイ・ミー - "You Stand by Me" - 1:36

ワイヤー&グラス〜ミニ・オペラ
1. サウンド・ラウンド - "Sound Round" - 1:21
2. ピック・アップ・ザ・ピース - "Pick Up the Peace" - 1:28
3. アンホーリー・トリニティー - "Unholy Trinity" - 2:07
4. トリルビーのピアノ - "Trilby's Piano" - 2:04
5. エンドレス・ワイヤー - "Endless Wire" - 1:51
6. フラグメンツ・オブ・フラグメンツ - "Fragments of Fragments" (P. Townshend, L. Ball) - 2:23
7. ウィ・ガット・ア・ヒット - "We Got a Hit" - 1:18
8. ゼイ・メイド・マイ・ドリーム・カム・トゥルー - "They Made My Dream Come True" - 1:13
9. ミラー・ドア - "Mirror Door" - 4:14
10. ティー&シアター - "Tea & Theatre" - 3:24

### ボーナス・トラック
1. ウィ・ガット・ア・ヒット(EXTENDED VERSION) - "We Got a Hit" (extended version) - 3:03
2. エンドレス・ワイヤー(EXTENDED VERSION) - "Endless Wire" (extended version) - 3:03

### ザ・フー・ライヴ・アット・リヨン
1. シーカー - "The Seeker" - 2:36
2. フー・アー・ユー - "Who Are You" - 6:58
3. マイク・ポストのテーマ - "Mike Post Theme" - 3:55
4. 奴らに伝えろ! - "Relay" - 7:40
5. グレイハウンド・ガール - "Greyhound Girl" - 3:04
6. ネイキッド・アイ - "Naked Eye" - 8:26
7. 無法の世界 - "Won't Get Fooled Again" - 10:40
  - ジャケットには明記されていないが、「オールド・レッド・ワイン」とのメドレーとして演奏された。

## 参加ミュージシャン
- ロジャー・ダルトリー - ボーカル
- ピート・タウンゼント - ギター、ボーカル、ベース、マンドリン、バンジョー、プログラミング、ドラムス、ヴァイオリン、ヴィオラ、ストリングス・アレンジ等
- ピノ・パラディーノ - ベース(on 10. 11. 14. 16. 17. 18. 21)
- ザック・スターキー - ドラムス(on 5.)
- ジョン・"ラビット"・バンドリック - ハモンドオルガン(on 10. 11. 18)
- サイモン・タウンゼント - バッキング・ボーカル(on 10. 11. 14. 20. 21)

『ライヴ・アット・リヨン』は、全曲とも上記6人による演奏である。
ゲスト・ミュージシャン
- ローレンス・ボール - エレクトロニック(on 1. 15.)
- ピーター・ハンティントン - ドラムス(on 8. 10. 11. 14. 16. 17. 18. 20. 21.)
- スチュアート・ロス - ベース(on 8.)
- ジョリオン・ディクソン - アコースティック・ギター(on 8.)
- レイチェル・フラー - キーボード(on 8.)、オーケストレーション・スーパーヴァイザー(on 13.)
- ビリー・ニコルズ - バッキング・ボーカル(on 10. 11. 14. 20. 21.)
- ギル・モーリー - ヴァイオリン(on 13.)
- ブライアン・ライト - ヴァイオリン(on 13.)
- エレン・ブレア - ヴィオラ(on 13.)
- ヴィッキー・マシューズ - チェロ(on 13.)